# Grand Prix-wegrace van Frankrijk 2009
De Grand Prix-wegrace van Frankrijk 2009 was de vierde race van het wereldkampioenschap wegrace-seizoen 2009. De race werd verreden op 17 mei 2009 op het Circuit Bugatti nabij Le Mans, Frankrijk.

## Uitslag

### MotoGP
| Pos | No | Rijder           | Constructeur | Ronden | Tijd      | Grid | Punten |
| --- | -- | ---------------- | ------------ | ------ | --------- | ---- | ------ |
| 1   | 99 | Jorge Lorenzo    | Yamaha       | 28     | 47:52.678 | 2    | 25     |
| 2   | 33 | Marco Melandri   | Kawasaki     | 28     | +17.710   | 9    | 20     |
| 3   | 3  | Dani Pedrosa     | Honda        | 28     | +19.893   | 1    | 16     |
| 4   | 4  | Andrea Dovizioso | Honda        | 28     | +20.455   | 5    | 13     |
| 5   | 27 | Casey Stoner     | Ducati       | 28     | +30.539   | 3    | 11     |
| 6   | 7  | Chris Vermeulen  | Suzuki       | 28     | +37.462   | 7    | 10     |
| 7   | 5  | Colin Edwards    | Yamaha       | 28     | +40.191   | 6    | 9      |
| 8   | 65 | Loris Capirossi  | Suzuki       | 28     | +45.421   | 8    | 8      |
| 9   | 52 | James Toseland   | Yamaha       | 28     | +50.307   | 12   | 7      |
| 10  | 24 | Toni Elías       | Honda        | 28     | +53.218   | 11   | 6      |
| 11  | 15 | Alex de Angelis  | Honda        | 28     | +53.550   | 16   | 5      |
| 12  | 69 | Nicky Hayden     | Ducati       | 28     | +56.647   | 13   | 4      |
| 13  | 72 | Yuki Takahashi   | Honda        | 28     | +56.688   | 15   | 3      |
| 14  | 14 | Randy de Puniet  | Honda        | 28     | +1:11.299 | 10   | 2      |
| 15  | 88 | Niccolò Canepa   | Ducati       | 28     | +1:15.385 | 17   | 1      |
| 16  | 46 | Valentino Rossi  | Yamaha       | 26     | +2 ronden | 4    |        |
| DNF | 36 | Mika Kallio      | Ducati       | 11     | Ongeluk   | 14   |        |

### 250 cc
| Pos | No | Rijder              | Constructeur | Ronden | Tijd         | Grid | Punten |
| --- | -- | ------------------- | ------------ | ------ | ------------ | ---- | ------ |
| 1   | 58 | Marco Simoncelli    | Gilera       | 26     | 49:07.591    | 2    | 25     |
| 2   | 55 | Héctor Faubel       | Honda        | 26     | +12.081      | 10   | 20     |
| 3   | 15 | Roberto Locatelli   | Gilera       | 26     | +21.642      | 9    | 16     |
| 4   | 19 | Álvaro Bautista     | Aprilia      | 26     | +31.087      | 1    | 13     |
| 5   | 14 | Ratthapark Wilairot | Honda        | 26     | +50.497      | 12   | 11     |
| 6   | 35 | Raffaele De Rosa    | Honda        | 26     | +56.366      | 7    | 10     |
| 7   | 52 | Lukáš Pešek         | Aprilia      | 26     | +1:16.025    | 8    | 9      |
| 8   | 4  | Hiroshi Aoyama      | Honda        | 26     | +1:22.882    | 3    | 8      |
| 9   | 10 | Imre Tóth           | Aprilia      | 26     | +1:35.556    | 19   | 7      |
| 10  | 56 | Vladimir Leonov     | Aprilia      | 26     | +1:47.990    | 22   | 6      |
| 11  | 40 | Héctor Barberá      | Aprilia      | 25     | +1 ronde     | 11   | 5      |
| 12  | 17 | Karel Abraham       | Aprilia      | 25     | +1 ronde     | 15   | 4      |
| 13  | 53 | Valentin Debise     | Honda        | 25     | +1 ronde     | 20   | 3      |
| 14  | 54 | Toby Markham        | Honda        | 25     | +1 ronde     | 25   | 2      |
| DNF | 6  | Alex Debón          | Aprilia      | 21     | Ongeluk      | 6    |        |
| DNF | 25 | Alex Baldolini      | Aprilia      | 18     | Uitgevallen  | 14   |        |
| DNF | 12 | Thomas Lüthi        | Aprilia      | 18     | Uitgevallen  | 4    |        |
| DNF | 63 | Mike Di Meglio      | Aprilia      | 10     | Ongeluk      | 5    |        |
| DNF | 75 | Mattia Pasini       | Aprilia      | 4      | Ongeluk      | 13   |        |
| DNF | 7  | Axel Pons           | Aprilia      | 3      | Ongeluk      | 21   |        |
| DNF | 77 | Aitor Rodríguez     | Aprilia      | 3      | Ongeluk      | 24   |        |
| DNF | 47 | Ángel Rodríguez     | Aprilia      | 2      | Ongeluk      | 16   |        |
| DNF | 48 | Shoya Tomizawa      | Honda        | 1      | Uitgevallen  | 17   |        |
| DNF | 8  | Bastien Chesaux     | Honda        | 0      | Ongeluk      | 23   |        |
| DNS | 8  | Jules Cluzel        | Aprilia      | 0      | Niet gestart | 18   |        |

### 125 cc
| Pos | No | Rijder             | Constructeur | Ronden | Tijd                | Grid | Punten |
| --- | -- | ------------------ | ------------ | ------ | ------------------- | ---- | ------ |
| 1   | 60 | Julián Simón       | Aprilia      | 24     | 47:08.273           | 7    | 25     |
| 2   | 94 | Jonas Folger       | Aprilia      | 24     | +27.084             | 16   | 20     |
| 3   | 33 | Sergio Gadea       | Aprilia      | 24     | +30.916             | 12   | 16     |
| 4   | 38 | Bradley Smith      | Aprilia      | 24     | +31.530             | 6    | 13     |
| 5   | 73 | Takaaki Nakagami   | Aprilia      | 24     | +1:09.235           | 31   | 11     |
| 6   | 77 | Dominique Aegerter | Derbi        | 24     | +1:12.223           | 4    | 10     |
| 7   | 29 | Andrea Iannone     | Aprilia      | 24     | +1:13.063           | 23   | 9      |
| 8   | 7  | Efrén Vázquez      | Derbi        | 24     | +1:19.912           | 25   | 8      |
| 9   | 18 | Nicolás Terol      | Aprilia      | 24     | +1:40.036           | 3    | 7      |
| 10  | 8  | Lorenzo Zanetti    | Aprilia      | 24     | +1:42.700           | 20   | 6      |
| 11  | 12 | Esteve Rabat       | Aprilia      | 24     | +1:59.326           | 13   | 5      |
| 12  | 11 | Sandro Cortese     | Derbi        | 23     | +1 ronde            | 24   | 4      |
| 13  | 53 | Jasper Iwema       | Honda        | 23     | +1 ronde            | 30   | 3      |
| 14  | 48 | Grégory Di Carlo   | Honda        | 23     | +1 ronde            | 28   | 2      |
| 15  | 35 | Randy Krummenacher | Aprilia      | 22     | +2 ronden           | 17   | 1      |
| DNF | 32 | Lorenzo Savadori   | Aprilia      | 16     | Ongeluk             | 21   |        |
| DNF | 17 | Stefan Bradl       | Aprilia      | 14     | Uitgevallen         | 8    |        |
| DNF | 45 | Scott Redding      | Aprilia      | 13     | Uitgevallen         | 2    |        |
| DNF | 71 | Tomoyoshi Koyama   | Loncin       | 10     | Ongeluk             | 9    |        |
| DNF | 10 | Luca Vitali        | Aprilia      | 10     | Uitgevallen         | 29   |        |
| DNF | 16 | Cameron Beaubier   | KTM          | 8      | Ongeluk             | 11   |        |
| DNF | 69 | Lukáš Šembera      | Aprilia      | 8      | Ongeluk             | 18   |        |
| DNF | 93 | Marc Márquez       | KTM          | 8      | Uitgevallen         | 1    |        |
| DNF | 14 | Johann Zarco       | Aprilia      | 8      | Ongeluk             | 32   |        |
| DNF | 50 | Sturla Fagerhaug   | KTM          | 6      | Ongeluk             | 33   |        |
| DNF | 6  | Joan Olivé         | Derbi        | 5      | Ongeluk             | 5    |        |
| DNF | 44 | Pol Espargaró      | Derbi        | 5      | Uitgevallen         | 15   |        |
| DNF | 99 | Danny Webb         | Aprilia      | 4      | Ongeluk             | 10   |        |
| DNF | 52 | Steven Le Coquen   | Honda        | 4      | Ongeluk             | 22   |        |
| DNF | 24 | Simone Corsi       | Aprilia      | 2      | Ongeluk             | 19   |        |
| DNF | 5  | Alexis Masbou      | Loncin       | 2      | Ongeluk             | 14   |        |
| DNF | 36 | Cyril Carrillo     | Honda        | 1      | Uitgevallen         | 27   |        |
| DNF | 87 | Luca Marconi       | Aprilia      | 0      | Ongeluk             | 26   |        |
| DNQ | 49 | Ornella Ongaro     | Honda        | 0      | Niet gekwalificeerd |      |        |
| DNQ | 66 | Matthew Hoyle      | Haojue       | 0      | Niet gekwalificeerd |      |        |
| DNQ | 88 | Michael Ranseder   | Haojue       | 0      | Niet gekwalificeerd |      |        |

## Tussenstand na wedstrijd

### MotoGP
| Pos | Nr | Rijder          | Team     | Punten |
| --- | -- | --------------- | -------- | ------ |
| 1   | 99 | Jorge Lorenzo   | Yamaha   | 66     |
| 2   | 46 | Valentino Rossi | Yamaha   | 65     |
| 3   | 27 | Casey Stoner    | Ducati   | 65     |
| 4   | 3  | Dani Pedrosa    | Honda    | 57     |
| 5   | 33 | Marco Melandri  | Kawasaki | 43     |

### 250 cc
| Pos | Nr | Rijder           | Team    | Punten |
| --- | -- | ---------------- | ------- | ------ |
| 1   | 19 | Álvaro Bautista  | Aprilia | 67     |
| 2   | 4  | Hiroshi Aoyama   | Honda   | 66     |
| 3   | 40 | Héctor Barberá   | Aprilia | 48     |
| 4   | 58 | Marco Simoncelli | Gilera  | 41     |
| 5   | 35 | Raffaele De Rosa | Honda   | 31     |

### 125 cc
| Pos | Nr | Rijder         | Team    | Punten |
| --- | -- | -------------- | ------- | ------ |
| 1   | 60 | Julián Simón   | Aprilia | 55     |
| 2   | 38 | Bradley Smith  | Aprilia | 49.5   |
| 3   | 29 | Andrea Iannone | Aprilia | 46.5   |
| 4   | 33 | Sergio Gadea   | Aprilia | 38     |
| 5   | 94 | Jonas Folger   | Aprilia | 33     |

1920 · 1921 · 1922 · 1923 · 1924 · 1925 · 1926 · 1927 · 1928 · 1929 · 1930 · 1931 · 1932 · 1933 · 1935 · 1936 · 1937 · 1938 · 1939 · 1949 · 1951 ·  1953 · 1954 · 1955 · 1958 · 1959 · 1960 · 1961 · 1962 · 1963 · 1964 · 1965 · 1966 · 1967 · 1969 · 1970 · 1972 · 1973 · 1974 · 1975 · 1976 · 1977 · 1978 · 1979 · 1980 · 1981 · 1982 · 1983 · 1984 · 1985 · 1986 · 1987 · 1988 · 1989 · 1990 · 1991 · 1992 · 1994 · 1995 · 1996 · 1997 · 1998 · 1999 · 2000 · 2001 · 2002 · 2003 · 2004 · 2005 · 2006 · 2007 · 2008 · 2009 · 2010 · 2011 · 2012 · 2013 · 2014 · 2015 · 2016 · 2017 · 2018 · 2019 · 2020 · 2021 · 2022 · 2023 · 2024 · 2025